# ایولین اشتولز
ایولین اشتولز (به انگلیسی: Evelyn Stolze) (زادهٔ ۸ ژانویهٔ ۱۹۵۴) شناگر اهل آلمان است.